# 周宜兴
周宜兴（1937年10月—2020年1月15日），男，甘肃天水人，中国电机工程师，作家，政治人物。第九届、十届全国政协常务委员，甘肃省政协副主席（1998年－2008年）。

## 生平
1937年生于天水。1945年起，先后在天水四维小学、天水中学读书。曾任天水中学学生会主席。1961年毕业于哈尔滨工业大学电机系，分配至吉林工学院任教。曾讲授电工基础理论、高电压工程、电器原理等课程。文化大革命期间下放到吉林省辉南县大椅山公社劳动。1970年调至一机部天水长城电工仪器厂工作，历任设计员、工程师。1980年起任副总工程师、研究所副所长。1984年4月调入兰州商学院，负责组建计算机教研室、筹建计算机机房、编写计算机课程教材。1985年2月任该院计算机教研室主任，1986年晋升为副教授。1989年参与创办《中国西部发展报》，任社长。
1982年2月加入中国民主同盟，1985年加入中国共产党。1983年当选民盟天水市委副主委。1986年10月增选为民盟甘肃省委副主委。从1990年代开始，历任甘肃省监察厅副厅长、甘肃省政协副主席（1998年1月－2008年1月）、第九至十一届民盟甘肃省委主委（1995年－2007年）、第七至九届民盟中央常委（1995年－2007年）、第九至十届全国政协常委（1998年－2008年）。
曾任中华伏羲文化研究会执行会长、顾问。2020年1月15日在兰州逝世，享年82岁。

## 作品
笔名阿珠。2000年开始发表作品。2007年加入中国作家协会。著有散文集《关于西部的思考》，长篇小说《书香闺秀》（2004年），史志性报告文学《雨润后世八千年——伏羲女娲和大地湾》（2007年在台湾出版，书名改为《中国八千年历史新探源》）。